# 条はるき
条 はるき（じょう はるき、1950年4月30日 - ）は、元宝塚歌劇団月組の娘役。
東京都世田谷区、立教女学院出身。身長163cm、愛称は「ミヤイ」、「ゆりちゃん」。

## 略歴
- 1970年、56期生として宝塚歌劇団に入団。
  - 同期に麻実れい、東千晃、萬あきら、夏川るみ（現・小柳ルミ子）らがいる。雪組公演『四季の踊り絵巻／ハロー!タカラヅカ』[1]で初舞台を踏む。宝塚入団時の成績は70人中6位[1]。当初は男役[1]であった
- 1971年3月8日[1]、月組配属。
- 1976年、『赤と黒』の東京の新人公演にて初主演を務める。
- 1978年、『風と共に去りぬ』の全国ツアーで女役に挑戦。この作品以降は女役を中心に演じている。
- 1982年、『情熱のバルセロナ』では、リンダ・メレンデス公爵夫人を演じる。役どころが大地真央演じる主役の青年貴族を愛する大人の女性で、黒木瞳演じる美少女と匹敵するポジションだったこともあり、「別格」と言われるようになる[2]。
- 1985年2月7日付で、バウホール公演『愛…ただ愛』で主演のエディット・ピアフを演じ、この公演の千秋楽を最後に宝塚歌劇団を退団。娘役が主演を務めるのは当時でも非常に珍しいケースだった。

## 宝塚時代の主な舞台出演
- 1972年7月、『蒼き湖』新人公演：リボール王子（本役：大滝子）／『グラン・ソレイユ』
- 1972年12月、『ミルテの花』メンデルスゾーン／『シャイニング・ナウ!』
- 1973年11月、『宝塚踊り』／『ハロー!タカラヅカ』（東南アジア公演）
- 1974年1月、『白い朝』新人公演：万吉（本役：常花代）／『ロマン・ロマンチック』
- 1974年6月、『花のオランダ坂』新人公演：アルフォンゾ（本役：大滝子）／『インスピレーション』
- 1975年1月、『春鶯囀』新人公演：義春／『ラビング・ユー』
- 1975年3月、『春の宝塚踊り』／『ラムール・ア・パリ』新人公演：アンリ（本役：瀬戸内美八）、デュマ（本役：汐路朝子）[3]
- 1975年9月、『ザ・タカラヅカ』（ヨーロッパ公演）
- 1976年3月、『赤と黒』新人公演：ジュリアン・ソレル（本役：大滝子）／『イマージュ』（東宝） ＊新人公演主演
- 1976年5月、『スパーク&スパーク』／『長靴をはいた猫』新人公演：コンスタンタン（本役：瀬戸内美八）
- 1976年8月、『ベルサイユのばら Ⅲ』（東宝）プロヴァンス伯爵
- 1976年9月、『ザ・タカラヅカ』（全国ツアー）
- 1976年11月、『紙すき恋歌』／『バレンシアの熱い花』ルーカス大佐、新人公演：フェルナンド・デルパレス侯爵（本役：榛名由梨） ＊新人公演主演
- 1977年3月、『風と共に去りぬ』新人公演：レット・バトラー（本役：榛名由梨） ＊新人公演主演
- 1977年9月、『わが愛しのマリアンヌ』シモン、新人公演：クレアント、アルフレッド伯爵（2役）（本役：榛名由梨）／『ボーイ・ミーツ・ガール』 ＊新人公演主演
- 1978年3月、『祭りファンタジー』／『マイ・ラッキー・チャンス』
- 1978年6月、『マリウス』（バウ）パニス
- 1978年8月、『隼別王子の叛乱』隼人／『ラブ・メッセージ』
- 1978年10月、『風と共に去りぬ』（全国ツアー）ベル・ワットリング
- 1979年2月、『日本の恋詩』／『カリブの太陽』ルイーズ
- 1979年3月、『榛名由梨ゴールデン・タイム』（バウ・中日・東宝）
- 1979年6月、『春愁の記』／『ラ・ベルたからづか』
- 1979年9月、『恋とかもめと六文銭』（バウ）美和
- 1979年11月、『バレンシアの熱い花』ファニータ／『ラ・ベルたからづか』（東宝）
- 1980年1月、『アンジェリク』ポラック／『仮面舞踏会』
- 1980年6月、『スリナガルの黒水仙』バサンタセーナ／『クラシカル・メニュー』
- 1981年1月、『ジャンピング!』／『新源氏物語』六条御息所
- 1981年2月、『ディーン』（バウ・東京特別）ヘダ・ホッパー
- 1981年6月、『白鳥の道を越えて』ガルボ／『ザ・ビッグ・アップル』
- 1981年8月、『愉快な夢人たち』（中日劇場）
- 1981年11月、『天明ふあんたじい』（バウ）君香
- 1982年2月、『あしびきの山の雫に』讃良皇后／『ジョリー・シャポー』
- 1982年3月、『永遠物語』（バウ）吉岡夫人
- 1982年5月、『白鳥の道を越えて』ガルボ／『ザ・ビッグ・アップル』（全国ツアー）
- 1982年10月、『愛限りなく』しげ／『情熱のバルセロナ』リンダ・メレンデス公爵夫人
- 1982年11月、『I LOVE MUSIC Ⅱ』（バウ）
- 1983年3月、『春の踊り』／『ムーンライト・ロマンス』カトリーヌ・ホルム
- 1983年6月、『南蛮花更紗』／『ムーンライト・ロマンス』カトリーヌ・ホルム（全国ツアー）
- 1983年11月、『翔んでアラビアン・ナイト』グレナーレ／『ハート・ジャック』
- 1984年1月、『夜霧のモンパルナス』（バウ）ロトシルト公爵夫人
- 1984年5月、『沈丁花の細道』お京／『ザ・レビューII』
- 1984年11月、『ガイズ&ドールズ』アデレイド[4]　（大劇場のみ）
- 1985年1月、『愛…ただ愛』（バウ）エディット・ピアフ　＊バウホール公演主演、退団公演

## 著書
- 血脈 鵜野讃良私伝（郁朋社、2023年）※宮井ゆり子名義